# 4-Хлорфеноксиуксусная кислота
4-Хлорфеноксиуксусная кислота, или парахлорфеноксиуксусная кислота (4-ХФУК, парафен), — синтетический пестицид и регулятор роста растений, аналогичный по своей структуре ауксинам.
Используется для повышения урожайности томатов за счёт стимулирования образования завязей и предотвращения их опадания. Промышленной значение также имеет производная 2-метил-4-хлорфеноксиуксусная кислота, используемая в качестве пестицид и гербицида.
4-CPA известен как стимулятор, запрещённый Антидопинговым агентством США.